# The Force
『The Force』（ザ・フォース）は、1999年3月10日にリリースされたT.M.Revolutionの4枚目のオリジナル・アルバム。発売元はアンティノスレコード。

## 概要
オリコンチャートでの累計売上は68.1万枚を記録。日本レコード協会の出荷枚数ではミリオンの認定を受けた。
タイトルは「力」を意味するが、「4th」即ち4作目のアルバムであることにかけている。
ジャケットはデジパック仕様で観音開きになっており、折りたたむと表は西川貴教が青い空の下の草原に座って微笑んでいる写真、裏は黒ずくめの服を着た西川が足を投げ出している写真であり、観音開きの左側を開くと2人の西川が背中合わせに立っている写真が現れる。
壁に掛けるための穴や歌詞ブックレットの代わりに差し替えるための写真が付いていて、CDの盤面とCD収納部に日付や曜日が印刷されており、パッケージ全体をカレンダーとして使う事を意図したデザインである。当時のCMでは、このジャケットを使った間違い探しが行われた。
WindowsとMacintoshに対応したCD EXTRAも封入されており、対応機種のパソコンに挿入すると、「WILD RUSH」のMV（一部）が見られるほか、ミニゲームを楽しむことが出来る。
発売当時に開設されていた特設サイトへのリンクもあるが、現在は閉鎖されている。
本作で、T.M.R.はデビュー以来の目標と公言していた東京ドームライブを実現させ、翌2000年までの1年間、T.M.R.を「封印」しT.M.R.-eとしての活動に移行した。
「あなどりがたきボクら」は、2ndアルバム『restoration LEVEL→3』収録曲「とめどなさそうなボクら〜BEDLESS NIGHT SLIDER〜」の歌詞違いバージョン。
「True Merry Rings」は『restoration LEVEL→3』以来の恒例となっているタイトルの頭文字をT・M・Rで揃えた曲。西川が当時の婚約者、PUFFYの吉村由美にこの曲を贈った。

## 収録曲
| 全作詞: 井上秋緒（※特記以外）、全作曲: 浅倉大介、全編曲: 浅倉大介（M-11, Strings Arrange: 村山達哉・金原千恵子）。 |                                                           |                        |            |                                  |      |
| # | タイトル                                                  | 作詞                   | 作曲・編曲 | 出版社                           | 時間 |
| 1. | 「WILD RUSH (Album mix)」                                 | 井上秋緒 （※特記以外） | 浅倉大介   | ソニー・ミュージックアーティスツ | 3:59 |
| 2. | 「アンタッチャブルGirls (Album mix)」                     | 井上秋緒 （※特記以外） | 浅倉大介   | ソニー・ミュージックアーティスツ | 4:17 |
| 3. | 「THUNDERBIRD (Album mix)」                               | 井上秋緒 （※特記以外） | 浅倉大介   | 日音                             | 4:53 |
| 4. | 「あなどりがたきボクら」                                  | 井上秋緒 （※特記以外） | 浅倉大介   | ソニー・ミュージックアーティスツ | 2:35 |
| 5. | 「HOT LIMIT」                                             | 井上秋緒 （※特記以外） | 浅倉大介   | ダーウィン                       | 3:39 |
| 6. | 「Salsa Bazaar」(※作詞: 麻倉真琴)                         | 井上秋緒 （※特記以外） | 浅倉大介   | ソニー・ミュージックアーティスツ | 3:41 |
| 7. | 「AQUALOVERS〜DEEP into the night (Album mix)」           | 井上秋緒 （※特記以外） | 浅倉大介   | ソニー・ミュージックアーティスツ | 4:02 |
| 8. | 「とっておきのおはなし〜新説恋愛進化論」(※作詞: 麻倉真琴) | 井上秋緒 （※特記以外） | 浅倉大介   | ソニー・ミュージックアーティスツ | 5:13 |
| 9. | 「DREAM DRUNKER」                                         | 井上秋緒 （※特記以外） | 浅倉大介   | ソニー・ミュージックアーティスツ | 3:24 |
| 10. | 「Burnin' X'mas (Album mix)」                             | 井上秋緒 （※特記以外） | 浅倉大介   | ソニー・ミュージックアーティスツ | 4:56 |
| 11. | 「True Merry Rings」                                      | 井上秋緒 （※特記以外） | 浅倉大介   | ソニー・ミュージックアーティスツ | 5:30 |
| 12. | 「Promised FORCE」                                        | 井上秋緒 （※特記以外） | 浅倉大介   | ソニー・ミュージックアーティスツ | 1:55 |
| 合計時間: | 合計時間:                                                 | 合計時間:              | 48:04      |                                  |      |

## 参加ミュージシャン・エンジニア
- トータル・プロデューサー：浅倉大介
- プログラミング&キーボード：浅倉大介
- ギター：葛城哲哉（#1.2.4.5）
- ギター：大橋勇武（#6.7.8.10）
- ギター：是永巧一（#3.11）
- ベース：白須衛治（#8）
- ドラム：阿部薫（#1）
- パーカッション：浅倉大介（#9）
- ストリングス：金原千恵子ストリングス（#11）
- ハーモニカ：松田幸一（#9）
- コーラス：白須衛治（#1〜8.10.11）
- コーラス：浅倉大介（#6.8.9）
- コーラス：河合夕子（#2）
- レコーディング・エンジニア：香椎茂樹、秋窪博一
- ミキシング・エンジニア：フィル・カッフェル
- マスタリング・エンジニア：ブライアン・ガードナー
- ディレクター：安部裕子